# Douglas Hamilton Erwin
Douglas Hamilton Erwin (* 27. März 1958 in Los Angeles, Kalifornien) ist ein US-amerikanischer Paläontologe. Er ist Kurator für paläozoische Wirbellose am National Museum of Natural History (Smithsonian) und hat eine Forschungs-Professur am Santa Fe Institute.

## Leben

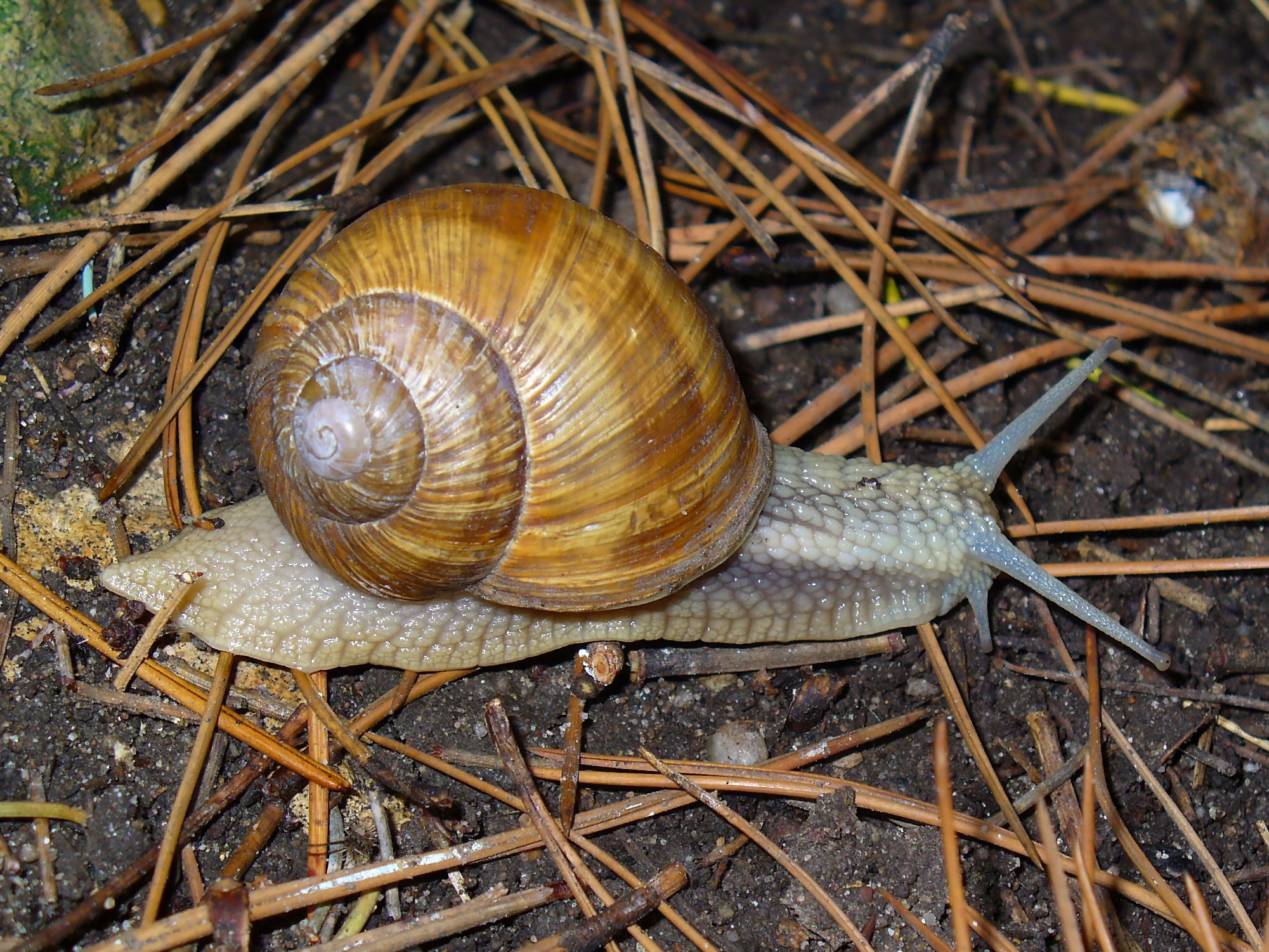
Weinbergschnecke (Helix pomatia), typischer Vertreter der Gastropoden

Erwin studierte an der Colgate University mit dem Bachelor-Abschluss 1980 und an der University of California, Santa Barbara, an der er 1985 in Geologie promoviert wurde. Danach war er Assistant und später Associate Professor an der University of Michigan, bevor er 1990 an das Smithsonian ging. 2001 war er Gastwissenschaftler an der University of Cambridge.
Er befasst sich mit Wendepunkten der Evolution wie der Kambrischen Explosion, dem Massenaussterben im Perm und der nachfolgenden Erholung des Lebens auf der Erde sowie mit der Stammesgeschichte paläozoischer Gastropoden.
2009 war er Präsident der Paleontological Society. 1996 erhielt er den Charles Schuchert Award. Er ist Mitglied der American Association for the Advancement of Science.

## Schriften
- mit James Valentine: The Cambrian Explosion: the construction of animal biodiversity. Roberts and Company 2013
- Extinction: How Life on Earth Nearly Ended 250 Million Years Ago. Princeton University Press 2006
- The Great Paleozoic Crisis: Life and Death in the Permian. Columbia University Press 1993.
- Herausgeber mit David Jablonski, Jere H. Lipps: Evolutionary Paleobiology: Essays in Honor of James W. Valentine. University of Chicago Press 1996
- Herausgeber mit Robert Anstey: New Approaches to Speciation in the Fossil Record. Wallflower Press 1995
- mit E. H. Davidson: Gene regulatory networks and the evolution of animal body plans. Science, Band 311, 2006, S. 796–800
- The origin of bodyplans. American Zoologist, Band 39, 1999, S. 617–629
- mit James Valentine; David Jablonski: The origin of animal body plans. American Scientist, Band 85, 1997, S. 126–137
- The mother of mass extinctions. Scientific American, Band 275, Januar 1996, S. 72–78
- mit Derek Briggs, Frederick Joseph Collier, Chip Clark: The fossils of the Burgess Shale. Smithsonian Institution Press 1994
- The Permo-Triassic Extinction. Nature, Band 367, 1994, S. 231–236